# 𐞰
Cette page contient des caractères spéciaux ou non latins. S’ils s’affichent mal (▯, ?, etc.), consultez la page d’aide Unicode.
𐞰, appelée v crochet droit en exposant, v crochet droit supérieur ou lettre modificative v crochet droit, est un symbole utilisé dans certaines transcriptions basées sur l’alphabet phonétique international. Il est formé de la lettre v crochet droit mise en exposant.

## Utilisation
Dans certaines transcriptions utilisant l’alphabet phonétique international (API), ‹ 𐞰 › peut être utilisé pour indiquer l’articulation battue labio-dentale.

## Représentations informatiques
La lettre modificative v crochet droit peut être représenté avec les caractères Unicode suivants (Latin étendu – F) :
| formes       | représentations | chaînes de caractères | points de code | descriptions                                  | note                            |
| ------------ | --------------- | --------------------- | -------------- | --------------------------------------------- | ------------------------------- |
| modificative | 𐞰               | 𐞰                     | U+107B0        | lettre modificative minuscule v crochet droit | codé pour le symbole phonétique |